# Mariekerke (België)

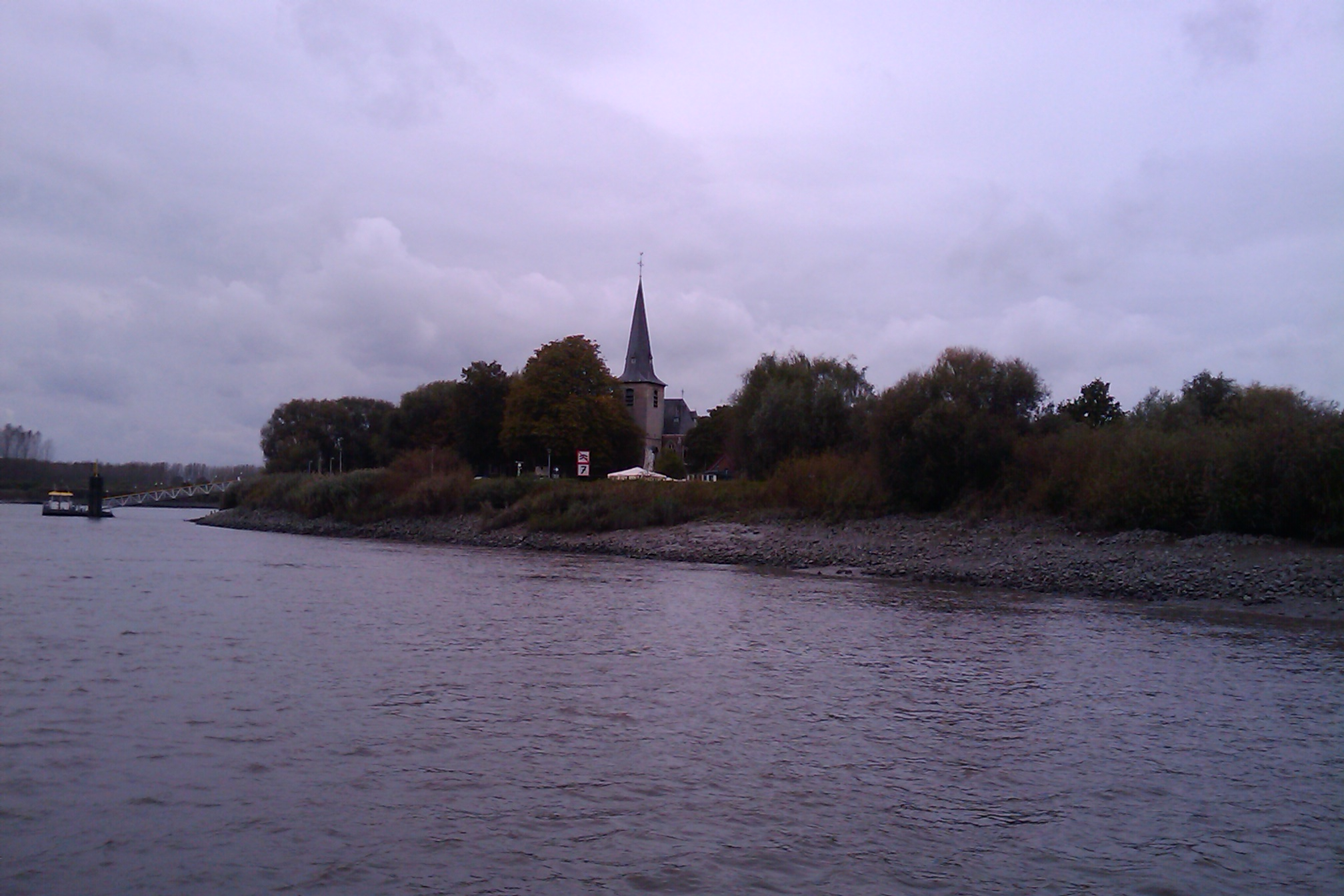
Kerk van Mariekerke gezien vanaf de Schelde

Mariekerke is een dorp in de Belgische provincie Antwerpen en een deelgemeente van de gemeente Bornem. Mariekerke was een zelfstandige gemeente tot aan de gemeentelijke herindeling van 1977.

## Geschiedenis
Mariekerke bestaat al in 1228 als een van de vier kerndorpen van het domein Baasrode onder de naam O.L.V. Baserode Sinte-Marie en maakte deel uit van het Land van Dendermonde. Ook had het in die tijd twee bekende aanlegplaatsen aan de Schelde namelijk "Het Leg" en "Berdonk". Later maakte het deel uit van het Land van Bornem. In die tijd behoorde ook een strook van de Scheldeoever tussen Branst en Weert tot het grondgebied. Vanaf de 16de eeuw had Mariekerke zijn eigen priester.

## Geografie

### Hydrografie
Het dorp ligt aan de Schelde.

## Bezienswaardigheden
- Standbeeld van Jan Hammenecker
- De Onze-Lieve-Vrouw-Hemelvaartkerk, neogotische kerk uit 1925
- Het dorp heeft een mooie Scheldedijk
- Het Scheepvaartmuseum geeft een historische kijk op de binnenscheepvaart en de visserij

## Natuur en landschap
Mariekerke ligt aan de Schelde. Buitendijks ligt het Sind-Amandsschor, ook Eiland van Mariekerke genaamd. Tot de jaren '60 van de 20e eeuw werd hier de griendcultuur beoefend. De daartoe benodigde wilgen zijn uitgegroeid en het geheel is een natuurgebied geworden.

## Demografische ontwikkeling
- Bronnen:NIS, Opm:1806 tot en met 1970=volkstellingen; 1976 = inwoneraantal op 31 december

## Cultuur

### Televisie
- Mariekerke raakte bekend dankzij de dramaserie Stille Waters, die in het dorp is opgenomen.
- De succesfilm Team Spirit van de Vlaamse regisseur Jan Verheyen werd onder ander op het voetbalveld van FC Mariekerke opgenomen.[1]

### Evenementen
Doorheen het jaar vinden er verschillende evenementen plaats:
- Palingfestival (Pinksterweekend)
- Vis en Folklore festival (het 4de weekend van juni)
- Viering van de Heilige Barbara
- Passiespel "De zoon van een timmerman" (vijfjaarlijks)

## Bekende inwoners

### Geboren te Mariekerke
- Jan Hammenecker (1878-1932), priester-dichter
- Marcel De Boeck (1921), componist, muziekpedagoog en klarinettist
- Léon Rochtus (1926 - 1997), bankier, kunstliefhebber en consul van Zuid-Afrika
- Jozef Van Eetvelt (1937), politicus

## Nabijgelegen kernen
Sint-Amands, Kastel (veer), Moerzeke (veer), Branst